# Juan Ramsay
Juan Ramsay Frew (Chañaral, 24 de diciembre de 1879 - Santiago 7 de septiembre de 1940) fue un deportista chileno, cuyo legado es particularmente importante en el nacimiento y desarrollo del fútbol en la ciudad de Santiago, ya que fue un constante promotor de la actividad, colaborando en la fundación de numerosos clubes en la capital, razón por la cual fue catalogado como el «padre del fútbol santiaguino».

## Trayectoria
Sus inicios como futbolista los hizo a los 15 años de edad, participando en la fundación del Santiago Rangers en 1895. En octubre de 1897 se fusiona con Club Atlético Instituto Nacional fundado un año antes para dar vida al Atlético Unión, club del cual fue capitán hasta su disolución en 1906.
Luego de la desaparición del Atlético Unión, continuó en su afán de promover y extender la práctica del fútbol, y en conjunto con otros integrantes de la comunidad británica dan vida al English Football Club.
No solo se destacó como jugador de fútbol, fue también uno de los fundadores de la Asociación de Árbitros, sin reducir su actividad solo al ámbito futbolístico, pues además practicó atletismo (salto de altura y 100 metros planos) y ciclismo, entre otras actividades. En 1912, por ejemplo, fundó el Club Ciclista Cóndor.